# Life
|  | Per a altres significats, vegeu «Life (desambiguació)». |

Life és una revista estatunidenca amb diverses etapes de desenvolupament. A la primera fou una revista d'humor i informacions generals publicada des del 1883 al 1936. L'any 1936, Henry Luce, el fundador del Time, comprà tots els drets d'aquesta revista únicament per poder adquirir els drets del seu nom, després d'això, passà a ésser una publicació creada per ell, amb gran èmfasi en el fotoperiodisme.
"Life" va aparèixer com a revista setmanal fins al 1972, com a "especials" de manera intermitent fins al 1978; una revista mensual des del 1978 fins al 2000; com un suplement setmanal de diversos periòdics des del 2004 fins al 2007.
Fou fundada el 1883 i era similar a "Puck". Es publicà durant 53 anys com a revista d'interès general i d'oci, amb gran quantitat d'il·lustracions, acudits i comentaris socials. En ella van aparèixer-hi alguns dels grans escriptors, editors i caricaturistes d'aquella època als Estats Units, incloent-hi Charles Dana Gibson, Norman Rockwell i Harry Oliver. Durant els anys següents aquesta revista oferia breus càpsules amb crítiques a l'interior, (semblants a les que hi apareixien al "The New Yorker") de les pel·lícules que s'estrenaven a Nova York, però amb l'innovador toc d'una colorida tipografia per a cada crítica, com si fos un semàfor: color verd per a una crítica positiva, vermell per a una de negativa i groc per a notícies mixtes.
La revista "Life" de Henry Luce fou la primera revista estatunidenca plena de fotografies relacionades amb les notícies i dominà el mercat per més de quaranta anys. La revista venia més de 13,5 milions de còpies per setmana en només un lloc i era tan popular que el president Harry S. Truman, Sir Winston Churchill i el General Douglas MacArthur publicaren llurs memòries en les seves pàgines. Potser una de les imatges més conegudes que han estat impreses a la revista fou la que va agafar Alfred Eisenstaedt d'una infermera en braços del seu marit, captada el 27 d'agost del 1945, quan es festejava la victòria sobre Japó a Nova York. El lloc de la revista dins de la història del fotoperiodisme és considerat el més important degut a la seva contribució i publicació. Luce comprà els drets del nom als editors de la primera versió de "Life", però va vendre la seva llista de subscripcions i aparicions a una altra revista; no va haver-hi continuïtat a l'editorial entre les dues publicacions.
"Life" fou un gran èxit durant dues generacions, però després el seu prestigi fou disminuint per problemes econòmics i nous canvis. Des del 1972, "Life" cessà la seva publicació dues vegades, només per a ser comprada novament pels lectors en diferents ocasions. Time Inc. anuncià el 26 de març del 2007 que cessaria la publicació de "Life" el dia 20 d'abril del 2007, el qual fou l'últim dia de l'edició impresa de "Life". La marca continuarà a Internet, segons explicaria Time Inc. (una secció de Time Warner) en un comunicat.

## Primeres dècades

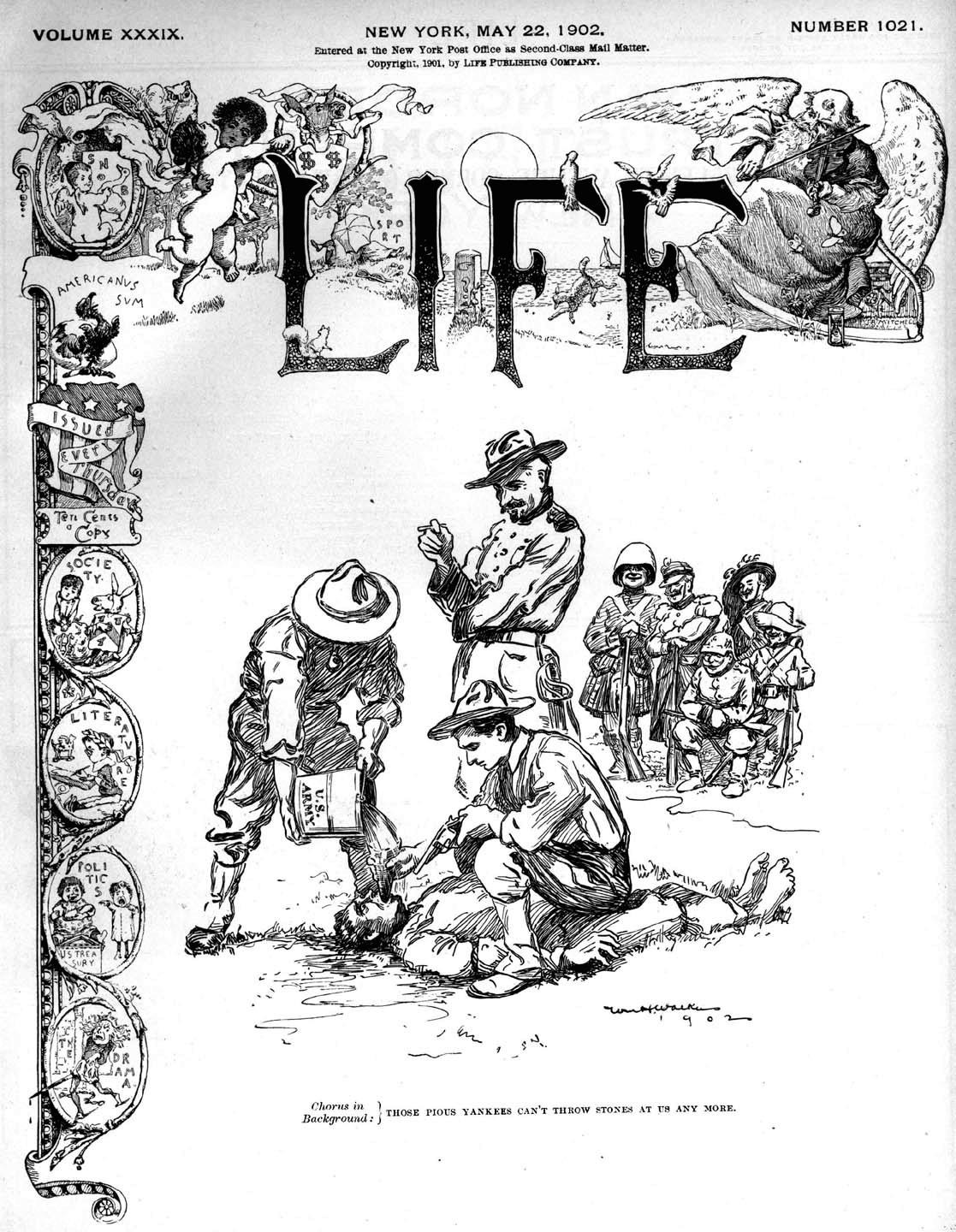
El primer rètol de Life amb cupidos i animalets per John Ames Mitchell. Historieta que representa l'aplicació "de la curació d'aigua" pels soldats de l'exèrcit dels Estats Units sobre un filipí. Al fons els soldats que representen diversos països europeus miren somrient. Els europeus diuen: "Aquests piadosos Yankees ja no ens poden llançar mai més pedres", el que significa que els EUA. ja no té l'autoritat moral per criticar les pràctiques colonials europees. Portada de la revista Life, editada el 22 de maig 1902. Signada per Wm Watkins.

Life va néixer el 4 de gener de 1883 en un estudi artístic ubicat el 1155 de Broadway, Nova York com una associació entre John Ames Mitchell i Andrew Miller, amb una participació del 75% per Mitchell i la resta de Miller, que en van mantenir tots dos fins a la seva mort. John Ames Mitchell era un il·lustrador de 37 anys, que amb un capital de 10.000 dòlars va llançar una revista setmanal. Mitchell va crear el primer rètol de Life amb cupidos i animalets; posteriorment va dibuixar un cavaller hissant la seva llança a la part posterior d'un dimoni que escapava. Mitchell es va avançar a l'època amb un revolucionari procés d'impressió fent servir planxes de zinc, amb la qual va millorar la reproducció de les seves il·lustracions i obres d'art. Aquest avantatge va ajudar perquè Life feia competència a les revistes d'humor més venudes en aquest temps, com ara The Judge i  Puck, les quals ja estaven establertes amb èxit. Edward Sandford Martin va ser el primer editor literari de Life; acabat de diplomar-se de Harvard va ser el fundador de Harvard Lampoon (El pasquí de Harvard).
L'eslògan de la primera edició de Life va ser «Mentre hi ha Vida hi ha esperança » (While there's Life, there's hope). La nova revista va ser tot un èxit i molt aviat va atreure els principals contribuïdors de la indústria gràfica i periodística. Un dels més importants va ser Charles Dana Gibson. Tres anys després de la seva fundació, va vendre la seva primera col·laboració a Life per 4 dòlars: un gos fora de la seva canera udolant a la lluna. Conegut com un editor que era també un artista, Gibson es va incorporar a Life en la seva primera època, al costat d'altres coneguts il·lustradors com Palmer Cox (creador de Brownie (elf)), A. B. Frost, Oliver Herford, i E. W. Kemble. Life va atreure un increïble equip literari també: John Kendrick Bangs, James Whitcomb Riley, i Brander Matthews van escriure a la revista fins a la fi de segle.
Així mateix, Life també va tenir el seu costat fosc. Mitchell va ser acusat diverses vegades d'antisemitisme. Quan la revista va acusar l'equip teatral de Klaw & Erlanger pel terrible incendi de l'Iroquois Theater de Chicago el 1903, un escàndol nacional es va produir. Al crític de teatre de Life, James Stetson Metcalfe, se li va negar l'entrada a 47 teatres de Manhattan controlats per l'anomenat Sindicat Teatral (Theatrical Syndicate). La revista va contraatacar amb terribles caricatures de grotescs jueus amb enormes nassos.

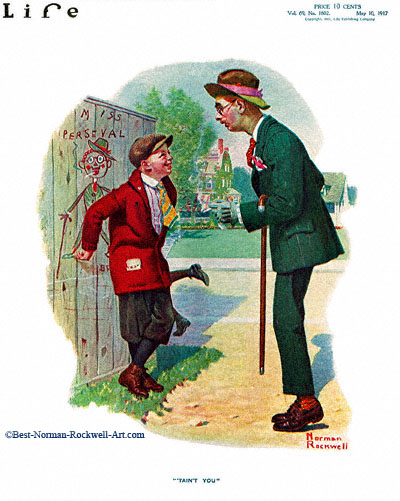
Primera portada feta per Norman Rockwell, Tain't you, va ser publicada el 10 de maig de 1917.

La revista es va transformar en un lloc on es van descobrir nous talents; això era particularment per als il·lustradors. El 1908, Robert Ripley va publicar la seva primera caricatura en Life, 20 anys abans del seu famós «Encara que vostè no ho cregui!» (Believe It or Not!). La primera portada de Life feta per Norman Rockwell, Tain't you, va ser publicada el 10 de maig de 1917. Els dibuixos de Rockwell van aparèixer a la portada de Life 28 vegades entre 1917 i 1924. Rea Irvin, el primer director d'art de The New Yorker i creador d'Eustace Tilley, va començar dibuixant portades per a Life.

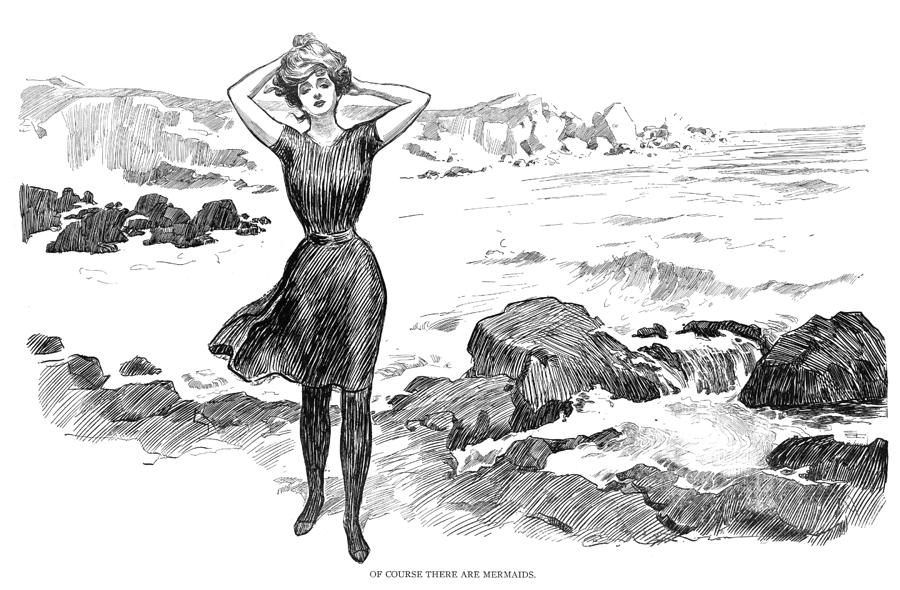
Imatge d'una «noia Gibson»

Al moment en què les imatges van tenir una major aparició a Life, Charles Dana Gibson va fer realitat la seva més celebrada figura. La seva creació, la «noia Gibson» (Gibson girl), era una dona alta i voluptuosa. Després de les seves primeres aparicions a Life en la dècada de 1890, la «noia Gibson» es va convertir en l'ideal femení de la nació, va ser una sensació dintre de la publicació i es va guanyar un lloc en la història de la moda.
Aquesta versió de Life parlava de política i assumptes internacionals, i publicava unes editorials amb un ferotge proamericanisme. Mitchell i Gibson es van aïrar quan Alemanya va atacar Bèlgica; el 1914 ells van impulsar una campanya perquè Estats Units ingressés a la guerra. Els set anys que va ser Mitchell en les escoles d'art de París el van fer parcial als francesos; no era una part de la cobertura imparcial de la guerra. Gibson va dibuixar al Kaiser com un malvat home sanguinari, insultant l'«Oncle Sam», insultant soldats invàlids, i fins i tot disparant a infermeres de la Creu Roja. Mitchell va viure una mica més després de veure els resultats de la croada de Life, amb la declaració de guerra dels Estats Units en 1917. Amb la mort de Mitchell el 1918, Gibson va comprar la revista en 1 milió de dòlars. Però el món tenia un lloc diferent per a la publicació de Gibson. Ja no era el 1900 on l'estil de vida familiar prevalia i els vestits de la «noia Gibson» causaven furor. La Primera Guerra Mundial va produir grans canvis en el públic lector de revistes. La línia de Life, plena de diversió, netedat i humor, va donar pas a una nova varietat: crua, sexual i cínica. Life va canviar per competir en els quioscs amb els seus rivals lliures.
El 1920 Gibson va nomenar l'antic membre de l'equip de Vanity Fair, Robert E. Sherwood, perquè fos editor. Estant veterà de la Primera Guerra Mundial i membre de la Taula Rodona d'Algonquin (Algonquin Round Table), Sherwood va tractar d'injectar un humor sofisticat a les pàgines de Life. La revista va publicar acudits, caricatures, i edicions burlesques d'Ivy League. En iniciar la dècada de 1920 va liderar una croada contra la Llei Seca. Per això va trucar els escriptors humorístics, com ara Frank Sullivan, Robert Benchley, Dorothy Parker, Franklin P. Adams i Corey Ford. En aquest moment els il·lustradors i caricaturistes eren Ralph Barton, Percy Crosby, Don Herold, Ellison Hoover, H. T. Webster, Art Young i John Held Jr.
Malgrat els empleats famosos que tenia en el seu equip, la revista va passar de la seva època de glòria, i se'n va anar directament a la ruïna financera. The New Yorker, que va començar el febrer de 1925, i va imitar moltes de les característiques de Life; fins i tot es va endur part del seu editorial i departament d'art. Un altre cop per a la bona circulació de Life va venir de les revistes d'humor com ara Ballyhoo i Hooey. Esquire es va unir també a la competència de Life el 1933. Una mica després de tres anys que comprés Life, Gibson va renunciar i va traspassar la decadent propietat a l'editor Clair Maxwell i al tresorer Henry Richter. Gibson es va retirar a Maine a pintar i va perdre el seu interès actiu en la revista, després de deixar-la sumida en els deutes. Life tenia 250.000 lectors en 1920. Però així com l'època del jazz va fer pas a la Gran Depressió, la revista va perdre diners i subscriptors. Life va haver de canviar la seva publicació de setmanal a mensual.
Per a l'últim número del format original de Life se li va demanar a Edward Sandford Martin, ja de 80 anys, que escrivís l'editorial en forma d'un obituari. Ell va escriure: «Que Life pugui ser passada a les mans de nous propietaris i directors és el més viu interès del petit grup supervivent que la va veure néixer el gener de 1883... Per la meva banda, jo li desitjo tota la bona fortuna; gràcia, misericòrdia i pau a un món distret que no sap que camí prendre ni que passarà. Un nou temps per a una nova veu que necessita ser escoltada!»

## Fotoperiodisme

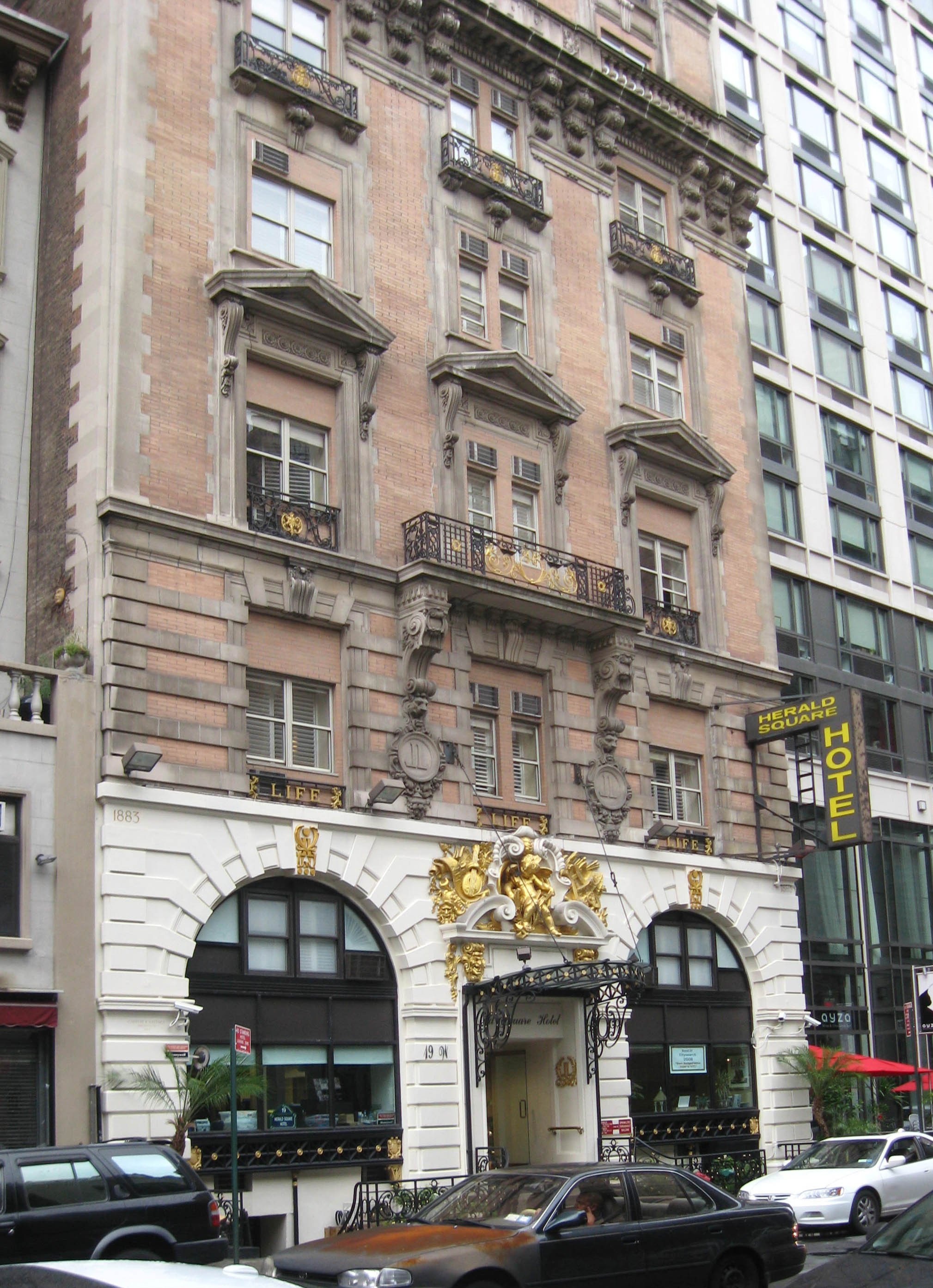
19 West 31st Street seu durant un temps de Life.

L'any 1936 l'editor Henry Luce va pagar 92.000 dòlars als propietaris de la revista Life perquè ells tenien el nom de Time Inc. Volent solament l'antic nom Life en la venda, Time Inc. va vendre la llista de subscripcions i aparicions de Life a The Judge. Convençuts que les imatges poden contar una història en lloc de només il·lustrar el text, Luce va llançar Life el 23 de novembre de 1936. La tercera revista publicada per Luce, després de Time el 1923 i Fortune el 1930, Life va fer néixer a les revistes de fotografies als Estats Units, donant molta més importància a les imatges que a les paraules. El primer número de Life, que es venia a 10 centaus de dòlar, contenia 5 pàgines de fotografies d'Alfred Eisenstaedt.
Quan la primera edició de Life va aparèixer als quioscs, els Estats Units eren a la meitat de la Gran Depressió i el món es preparava cap a una nova guerra mundial. Adolf Hitler s'instal·lava al poder a Alemanya. A Espanya, el general Francisco Franco i el seu exèrcit rebel estaven a les portes de Madrid; la Luftwaffe alemanya i els seus pilots bombarders, que es deien a ells mateixos la Legió Còndor, ajudaven amb la seva logística la força aèria de Franco. La Itàlia de Benito Mussolini va annexar Etiòpia. Luce va ignorar tota la situació mundial que succeïa en aquest moment. De fet, la primera portada de Life tenia la imatge de l'Embassament Fort Peck a Montana (Estats Units), fotografiada per Margaret Bourke-White.
El format de Life el 1936 era un clàssic: el text estava condensat dintre de 40 pàgines d'imatges. La revista era impresa en un pesat paper setinat que costava als lectors només una moneda de 10 centaus de dòlar. La circulació de la revista es va disparar tal com havia previst la companyia, anant de 380.000 còpies de la primera edició a més d'1 milió per setmana quatre mesos més tard.
Life va tenir el seu propi edifici al número 19 de West 31st Street, una joia d'arquitectura construït el 1894 i considerat de «significança excel·lent» per la Comissió de Preservació de Terrenys de Nova York. Després va traslladar les seves oficines editorials al 9 de la Plaça Rockefeller.
Luce va convèncer un col·laborador de Time, Edward K. Thompson, de què es convertís en editor assistent d'imatges el 1937. Entre 1949 i 1961 ell va ser l'editor directiu i editor en cap, fins a la seva jubilació el 1970. La seva influència va ser significativa durant els anys de glòria de la revista, des de 1936 fins a mitjans dels anys 60. Thompson va ser conegut per la llibertat que lliurava als seus editors, particularment a un «trio de dones formidables i plenes de color: Sally Kirkland, editora de modes; Mary Letherbee, editora de cinema; i Mary Hamman, editora de vida moderna».
La revista es va transformar en conservadora, i va atacar les organitzacions laborals i els sindicats. L'agost de 1942, escrivint sobre la inquietud laboral, Life va concloure: «La situació moral és, sens dubte, la pitjor als Estats Units... És temps per a la resta del país d'aixecar-se i prendre coneixement. A Detroit poden fer rebentar a Hitler o poden fer rebentar als Estats Units». L'alcalde de Detroit, Edward J. Jeffries va embogir: «Podré igualar el patriotisme de Detroit amb qualsevol altra ciutat al país. La història publicada a Life és grotesca... Jo només nomeno a això una revista amarilliste»". Martin R. Bradley, un recaptador dels Estats Units de drets duaners, va ser ordenat que se li arrenquessin 5 pàgines a l'edició del 17 d'agost, on hi havia un article titulat «Detroit és dinamita» després de permetre que diverses còpies de la revista travessessin el límit cap al Canadà.

## Lifei la Segona Guerra Mundial

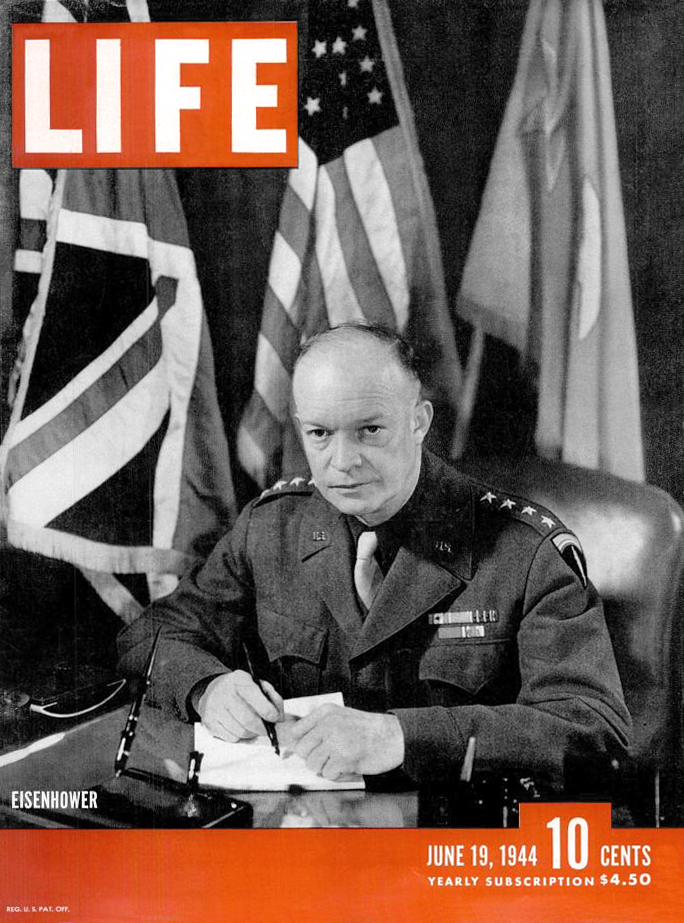
Portada del 19 de juny de 1944 amb el president Eisenhower.

Quan els Estats Units van entrar a la guerra el 1941, també ho va fer Life. Per a 1944, dels 40 corresponsals de guerra que tenien Time i Life, no tots eren homes; 6 eren dones: Mary Welsh, Margaret Bourke-White, Lael Tucker, Peggy Durdin, Shelley Smith Mydans, Annalee Jacoby i Jacqueline Saix, una anglesa, el nom de la qual usualment s'omet –ella i Welsh eren les úniques dones llistades a la carta dels reporters de Time, el 8 de maig de 1944, estant part de l'equip de la revista– en ésser reportades a la guerra per la companyia.
Life era proamericana i recolzava l'avançament de la guerra cada setmana. El juliol de 1942, la revista va llançar el seu primer concurs d'art per a soldats i va matricular més de 1.500 concursants, ordenats en diferents categories. Els jutges van escollir el millor i van lliurar 1.000 dòlars en premis. Life en va escollir 16 per ser reproduïdes a la revista. La National Gallery of Art de Washington DC va acceptar exhibir 117 d'elles aquell estiu.
La revista va reclutar al distingit fotògraf de guerra Robert Capa. Un veterà de la revista Collier's, Capa va ser l'únic fotògraf que va captar imatges del primer avançament del Dia D a Normandia, França, el 6 de juny de 1944. Una controvèrsia notòria va succeir a la cambra fosca de Life després que un accident va arruïnar dotzenes de fotografies de Capa que havien estat preses durant l'arribada a la platja; la revista va assenyalar a les seves edicions que les fotografies estaven borroses perquè les mans de Capa estaven tremolant. Ell va negar això; després posaria una mica d'humor a Life amb el títol de la seva memòria: Lleugerament fora de Focus (Slightly Out of Focus). El 1954, Capa va morir quan va treballar per a la revista cobrint la primera guerra de la Indoxina després de trepitjar una mina antipersonal.
Cada setmana durant la Segona Guerra Mundial la revista va mostrar la guerra als nord-americans; tenia fotògrafs a cada escenari de la guerra, des del Pacífic fins a Europa. La revista es va constituir en una icona que va ser imitada com a propaganda per l'enemic utilitzant imatges amb el contrast de «Vida i Mort» («Life and Death»).

## Dècada de 1950
Al maig de 1950, el Consell de Ministres El Caire va prohibir la revista Life a Egipte per sempre. Es van confiscar tots els números a la venda. No es va donar cap raó, però les autoritats egípcies van expressar la seva indignació per una història publicada el 10 d'abril de 1950, sobre el rei Faruk d'Egipte, titulada el «Rei problema d'Egipte», ("Problem King of Egypt"). El govern va considerar aquest article un insult per al país.
A la dècada de 1950 Life va guanyar gran respecte amb el treball realitzat per grans autors. Després de la publicació el 1952 en la revista d'El vell i el mar (The Old Man and the Sea) d'Ernest Hemingway, van fer un pacte amb l'autor per a un altre article sobre la tauromàquia de 4.000 paraules. Hemingway va enviar als editors un article amb 10.000 paraules, després de la seva última visita a Espanya el 1959 cobrint la carrera de dos toreros. L'article va ser reeditat el 1985 com la novel·la The Dangerous Summer.
Al febrer de 1953, solament unes setmanes abans d'abandonar el càrrec, el president dels Estats Units Harry S. Truman va anunciar que Life tindria tots els drets sobre les seves memòries. Truman va dir que creia que el 1954 ell seria capaç de parlar més sobre el rol de la seva administració als assumptes mundials. Truman va observar que els editors de Life havien presentat d'altres memòries amb gran dignitat; va agregar que Life també va fer la millor oferta.
Dorothy Dandridge va ser la primera dona afroamericana en aparèixer a la portada de la revista el novembre de 1954.
El nou eslògan de Life era «Vegi Life, vegi el món» (To see Life; see the world). Als anys de la postguerra va publicar algunes de les imatges més memorables d'esdeveniments succeïts als Estats Units i en el món. També va produir moltes sèries científiques com ara «El Món en què Vivim» (The World We Live) i The Epic Of Man a inicis dels anys 50. La revista va continuar mostrant el treball de notables il·lustradors, incloent Alton S. Tobey, entre les nombroses contribucions del qual s'inclou la portada d'una sèrie d'articles el 1958 sobre la història de la Revolució russa de 1917.
La revista va perdre lectors a mesura que s'acabava la dècada de 1950. El maig de 1959 va anunciar plans de reduir el seu preu als quioscs de 25 centaus a 19 centaus. Amb l'increment de les vendes de televisors i teleaudiència, l'interès a les revistes de notícies va decaure. Life necessitava reinventar-se a ella mateixa.

## Dècada de 1960 i fi d'una era
A la dècada de 1960 la revista es va omplir de fotografies en color, d'estrelles del cinema, el President John F. Kennedy i la seva família, la Guerra de Vietnam, i el programa Apollo. Un dels focus editorials de la revista va ser una llarga aparició el 1964 de l'actriu Elizabeth Taylor i la seva relació amb l'actor Richard Burton. El reporter Richard Meryman Jr. va viatjar amb Taylor a Nova York, Califòrnia, i París. Life va publicar un article en primera persona de 6.000 paraules de l'estrella del cinema. Als 60, les fotografies de la revista van aparèixer gràcies a Gordon Parks. «La càmera és la meva arma contra les coses que em disgusten sobre l'univers i com jo mostro les coses boniques sobre l'univers», Parks va recordar l'any 2000: «Jo no m'interesso per la revista Life. M'interesso per la gent».
Al març de 1967 Life va guanyar el Premi Nacional de Revistes 1967 (National Magazine Award), lliurat per l'Escola de Graduats de Periodisme de la Universitat de Colúmbia. El prestigiós premi va fer un tribut a les magnífiques fotografies de la guerra al Sud-est Asiàtic, així com les sèries d'Henri Huet en què apareix un metge ferit, i que van ser publicades el gener de 1966. Cada vegada més, les fotografies que Life va imprimir sobre la guerra de Vietnam van ser imatges de mort i solitud.
De qualsevol manera, encara que la revista va continuar lluitant i publicant la missió dels Estats Units a la Lluna el 1969, la circulació va començar a decaure. El gener de 1971 Life va anunciar que reduiria la seva tirada de 8,5 milions a 7 milions d'exemplars en un intent per compensar la caiguda dels ingressos per publicitat. Exactament un any més tard, va tornar a retallar de 7 milions a 5,5 milions d'exemplars començant amb l'edició del 14 de gener de 1972, segons va anunciar l'editor Gary Valk, Life no estava perdent diners, però els costs augmentaven més ràpid que els seus ingressos. Registres de la indústria indiquen que el 96% de la tirada de Life anava als subscriptors per correu i solament un 4% als quioscs. Valk estava a la direcció de la revista com a editor, quan centenars de persones van perdre els seus treballs. El final va arribar quan la revista mensual Life va cessar les seves publicacions el 29 de desembre de 1972.
Entre 1972 i 1978, Time Inc. va publicar deu números especials (Life Special Reports) amb temes com "L'esperit d'Israel" (The Spirit of Israel) "Dones dels Estats Units destacades" (Remarkable American Women) i "L'any en imatges" (The Year in Pictures). Amb una promoció mínima, aquestes edicions van vendre entre 500.000 i 1 milió de còpies amb preus de portada superiors als 2 dòlars.

## Life com a revista mensual, 1978-2000
El 1978, Life va ressorgir com a revista mensual, i amb la seva resurrecció va arribar un nou i modificat logotipus. Encara que continuava el conegut rectangle vermell amb les lletres blanques, la nova versió era més gran, i les lletres estaven més a prop entre si i la caixa vermella del voltant era més petita. –Aquest «nou» logotipus més gran va ser usat a cada edició fins a juliol de 1993–.
Life va continuar pels pròxims 22 anys com una revista de notícies d'interès general amb un èxit moderat. El 1986, van decidir celebrar el seu 50 aniversari sota el ràfec de Time Inc. amb una edició especial on es mostrava cada portada de Life des de 1936, incloent les edicions que van ser publicades durant els 6 anys d'interrupcions en els anys 70. La tirada en aquesta era va rondar l'1,5 milió d'exemplars. El preu de portada el 1986 era de 2,25 dòlars. L'editor en aquest temps era Charles Whittingham. Life també va tornar a la guerra el 1991, i ho va fer com als anys 40. Quatre edicions d'aquesta edició setmanal Life a Temps de Guerra (Life in Time of War) van ser publicats durant la primera Guerra del Golf.
Els temps difícils van arribar a la revista una vegada més, i al febrer de 1993 Life va anunciar que la revista s'imprimiria en pàgines més petites a partir de la seva edició de juliol. Aquesta portada també va marcar el retorn del logotipus original de Life. També en aquest moment, va reduir radicalment els seus preus de publicitat en un 35% en una oferta per fer la publicació més atractiva per als anunciants. La revista va reduir la garantia de tirada per als anunciants en un 12% el juliol de 1993 a 1,5 milió de còpies, dels fins aleshores 1,7 milió d'exemplars. Els editors d'aquesta època van ser Nora McAniff, Daniel Okrent i Edward McCarrick. Life va tenir per primera vegada la mateixa mida i format que la seva publicació germana durant gran temps Fortune.
La revista tornava a l'inconscient nacional després de la mort a l'agost de 1995, d'Alfred Eisenstaedt, el fotògraf de Life les imatges del qual constitueixen algunes de les més recordades del segle xx. Les fotografies d'Eisenstaedt sobre famosos - Adolf Hitler, Benito Mussolini, Marilyn Monroe, Ernest Hemingway, John F. Kennedy, Sophia Loren- es van guanyar el renom mundial i 87 portades de Life.
El mes de març de 2000, Time Inc. va anunciar que cessaria la publicació regular de Life amb l'edició de maig. «És un dia trist per a nosaltres», va assenyalar a CNNfn.com, Don Logan, cap executiu i president de la junta directiva de Time Inc. «Life estava tractant de vendre més per mantenir el seu nivell de tirada en aproximadament 1,5 milions d'exemplars. Life era una revista d'interès general i des de la seva reaparició, ha tractat de cercar la seva identitat, de trobar la seva posició en el mercat».

## Personalitats del segon mil·lenni
La revista Life va publicar una llista de la 100 personalitats més importants del segon mil·lenni (LIFE 100 most important people of the second millennium). La llista, publicada el 1999, ha estat objecte de moltes crítiques. S'ha criticat, entre altres coses, que se centren en el món occidental i mesclen personatges de fama mundial amb estatunidencs pràcticament només coneguts als Estats Units: 
1. Thomas Edison
2. Cristòfol Colom
3. Martí Luter
4. Galileo Galilei
5. Leonardo da Vinci
6. Isaac Newton
7. Ferdinand Magellan
8. Louis Pasteur
9. Charles Darwin
10. Thomas Jefferson
11. William Shakespeare
12. Napoleó Bonaparte
13. Adolf Hitler
14. Zheng He
15. Henry Ford
16. Sigmund Freud
17. Richard Arkwright
18. Karl Marx
19. Nicolau Copèrnic
20. Orville i Wilbur Wright
21. Albert Einstein
22. Mohandas Karamchand Gandhi
23. Kubilai Khan
24. James Madison
25. Simón Bolívar
26. Mary Wollstonecraft
27. Guglielmo Marconi
28. Mao Zedong
29. Lenin
30. Martin Luther King
31. Alexander Graham Bell
32. René Descartes
33. Ludwig van Beethoven
34. Tomàs d'Aquino
35. Abraham Lincoln
36. Miquel Àngel
37. Vasco de Gama
38. Solimà I el Magnífic
39. Samuel Morse
40. Jean Cauvin
41. Florence Nightingale
42. Hernán Cortés
43. Joseph Lister
44. Ibn Battuta
45. Zhu Xi
46. Gregor Mendel
47. John Locke
48. Akbar
49. Marco Polo
50. Dante Alighieri
51. John D. Rockefeller
52. Jean-Jacques Rousseau
53. Niels Bohr
54. Joana d'Arc
55. Frederick Douglass
56. Lluís XIV de França
57. Nikola Tesla
58. Immanuel Kant
59. Fan Kuan
60. Otto von Bismarck
61. Guillem I d'Anglaterra
62. Guido d'Arezzo
63. John Harrison
64. Papa Innocenci III
65. Hiram Maxim
66. Jane Addams
67. Cao Xueqin
68. Matteo Ricci
69. Louis Armstrong
70. Michael Faraday
71. Ibn Sina
72. Simone de Beauvoir
73. Rumi
74. Adam Smith
75. Marie Curie
76. Andrea Palladio
77. Pere I de Rússia
78. Pablo Picasso
79. Louis-Jacques-Mandé Daguerre
80. Antoine Lavoisier
81. Phineas Taylor Barnum
82. Edwin Hubble
83. Susan B. Anthony
84. Rafael Sanzio
85. Helen Keller
86. Hokusai
87. Theodor Herzl
88. Elisabet I d'Anglaterra
89. Claudio Monteverdi
90. Walt Disney
91. Nelson Mandela
92. Roger Bannister
93. Lev Tolstoi
94. John von Neumann
95. Santiago Ramón y Cajal
96. Jacques-Yves Cousteau
97. Caterina de Mèdici
98. Ibn Khaldoun
99. Kwame Nkrumah
100. Carl von Linné

## Suplement setmanal 2004-2007
Life va reprendre una publicació setmanal com un suplement gratuït als diaris dels Estats Units. Per primera vegada es va sumar a la competència amb dos grans de la indústria, com a Parade i EUA Weekend. En el seu llançament, va ser distribuïda amb més de 60 diaris amb una tirada combinada d'aproximadament 12 milions d'exemplars. Alguns dels diaris que incloïen Life eren The Washington Post, New York Daily News, Los Angeles Times, Chicago Tribune, Denver Post i el St. Louis Post-Dispatch. Time Inc. va realitzar tractes amb diversos grans editors de diaris perquè incloguessin el suplement Life, per exemple amb Knight Ridder i McClatchy Company.
Aquesta nova versió de Life va mantenir el seu tradicional logotipus, però tenia un nou eslògan, «La revista de cap de setmana dels Estats Units» (America's Weekend Magazine). Mesurava 9 1/2 per 11 1/2 polzades i estava impresa en paper setinat en color. El 15 de setembre de 2006, Life només tenia 20 pàgines. El contingut incloïa una fotografia a tota l'amplada de pàgina, de l'actriu Julia Louis-Dreyfus, i un reportatge de tres pàgines i set fotografies, de Kaiju Big Battel.
El 26 de març de 2007, Time Inc. va anunciar que la revista continuaria fins al 20 d'abril de 2007, després d'això mantindria el seu lloc web. L'última edició de Life va circular el dia esmentat, i continua al web com a lloc associat a Time Inc.
El 18 de novembre de 2008, Google va començar a rebre un arxiu de fotografies de la revista, com a part d'un esforç conjunt amb Life. Moltes de les imatges, en aquest arxiu, mai van ser publicats en la revista.